# 大众超现实主义
大众超现实主义是一种艺术形式，它源于与大众传播媒介相关的艺术和超现实主义图像的结合，是一种在科技和大众传媒为催化剂的基础上进一步演变的超现实主义的艺术倾向。“大众超现实主义”一词是由艺术家詹姆斯∙西哈夫（James Seehafer）在1992年创造出来的。此艺术形式吸引了越来越多的新媒体艺术家，是由于当代艺术家在二十世纪末/二十一世纪初所使用的创造性工具已转向综合使用更多的电子媒体和方法。它从开始的一个基层艺术风格，逐渐在美国形成的了一个小团体。大众超现实主义同时也受到大众传媒通讯的影响，其中受超现实主义影响的图像表现于：印刷媒体、电影和音乐录像。

## 书籍
- 兰祯∙肖恩（Lantzen, Sean）（2004年）大众超现实主义: 一份档案 (又名 大众超现实主义：艾因档案). 苏黎世: 维基 郝斯.  国际标准书号0-9759923-0-9.
- 和赛西尔∙塔斯昂（Cecil Touchon）(2007年) 快乐购物-大众超现实主义者诗歌. 沃斯堡: 实体论博物馆出版社.  国际标准书号0-6151824-4-5.

## 深层阅读
- "在超现实世界什么是新的" - 艺术及古董杂志, (美国) 2006年3月。
- "大众超现实主义的必然性" - 马克∙丹尼尔∙科恩（Mark Daniel Cohen）维格威（Wegway）52页第7项 (印刷版-多伦多加拿大) 2004年11月。
- "网络先锋" – 透视 (印刷版-奥地利) 2002年6月, 在线[1] ，仅德国文本。
- "大众超现实主义产生的匠心独特之视觉" -计算机艺术家 (美国) 1996年8月/9月。